# Амичба, Маглония Куцовна
Маглония Куцовна Амичба (1918 год, село Джгерда, Сухумский округ, Кутаисская губерния, Российская империя — 1988 год, село Члоу, Абхазская АССР, Грузинская ССР) — звеньевая колхоза имени Чарквиани Очемчирского района, Абхазская АССР, Грузинская ССР. Герой Социалистического Труда (1950). Депутат Верховного Совета Абхазской АССР 2 — 4 созывов.

## Биография
Родилась в 1918 году в крестьянской семье в селе Джгерда Сухумского уезда (сегодня — Очамчырский район).
После получения начального образования в местной сельской школе трудилась рядовой колхозницей в колхозе имени Чарквиани Очемчирского района. В послевоенные годы возглавляла табаководческое звено.
В 1949 году звено под её руководством собрало в среднем с каждого гектара по 16,2 центнера табака сорта «Самсун № 27» с участка площадью 3 гектара. Указом Президиума Верховного Совета СССР от 3 июля 1950 года удостоена звания Героя Социалистического Труда за «получение высоких урожаев кукурузы, табака и картофеля в 1949 году» с вручением ордена Ленина и золотой медали «Серп и Молот» (№ 5320).
С 1949 года — член КПСС. Избиралась депутатом Верховного Совета Абхазской АССР 2 — 4 созывов (1947—1959), в 1961 году — делегатом XXII съезда КПСС и XXI съезда Компартии Грузии.
После выхода на пенсию проживала в селе Члоу. Скончалась в 1988 году.